# Alfred Bouet
Pour les articles homonymes, voir Bouet.
Louis-Joseph Alfred Bouet, mort en 1896, est un auteur dramatique français.

## Biographie
Il fut, à partir de décembre 1837, co-directeur avec Hippolyte Hostein du Théâtre de la Porte Saint-Antoine.

## Œuvres
- Canaille et Canaille, drame populaire en deux actes, mêlé de couplets, avec Auguste Jouhaud, 1839
- Une matinée aux près Saint-Gervais, vaudeville en l acte, avec Alphonse Salin, 1839